# Ahmed Saadawi

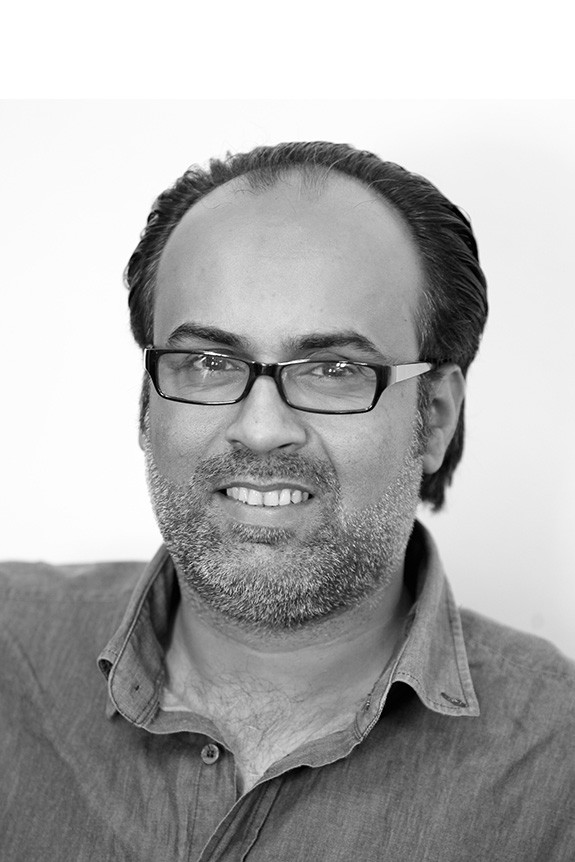
Ahmed Saadawi (2022)

Ahmed Saadawi (geboren 1973, arabisch أحمد سعداوي) ist ein irakischer Autor.

## Leben
Saadawi arbeitet als Dokumentarfilmer und Autor in Bagdad. Er ist Autor dreier Romane und eines Lyrikbandes. Er hat bereits verschiedene literarische Auszeichnungen erhalten und wurde 2010 auf dem Hay Literaturfestival in Beirut für die Beirut39 ausgewählt, als einer der 39 besten arabischen Autoren im Alter unter 40 Jahren.
Für seinen Roman Frankenstein in Baghdad erhielt Saadawi 2014 den International Prize for Arabic Fiction, der mit 50.000 USD dotiert ist und dem Autor eine Übersetzung seines Romans ins Englische garantierte. Der Preis wurde ihm auf der Abu Dhabi International Book Fair in Abu Dhabi überreicht. Die Übersetzung war 2018 auf der Shortlist für den Man Booker International Prize nominiert.
Der Protagonist seiner Adaption des Frankenstein-Stoffes ist Hadi al-Attag, ein Antiquitätenhändler in Bagdad, der aus den Leichenteilen von Opfern der Bombenanschläge einen Körper konstruiert, der unerwartet zum Leben erwacht und beginnt, für die Ursprungsträger jedes Körperteils Rache zu nehmen.

## Werke
(die Buchtitel erscheinen hier als ins Englische übersetzt)
- Anniversary of Bad Songs. Lyrik. 2000
- The Beautiful Country. Roman. 2004
- Indeed He Dreams or Plays or Dies. Roman. 2008
- Frankenstein in Baghdad. Roman. Al Kamel, 2013
  - Frankenstein in Baghdad. A novel. Übersetzung Jonathan Wright. New York, New York: Penguin Books, 2018
  - Frankenstein in Bagdad. Aus dem Arabischen von Hartmut Fähndrich. Hamburg: Assoziation A, 2019 ISBN 978-3-86241-472-7.